# セメルケト
セメルケト（Semerkhet）は、古代エジプトの第1王朝のファラオ。治世は9年（マネトの記録では18年）ほど（紀元前2950年頃）であったと考えられているが、その事績についてはほとんどわかっていない。
パレルモ石（5世紀編纂）の王名表には名前が出てくるが、サッカラ王名表（新王国後期）には出て来ないこともあり、王位の簒奪者だった可能性もある。
先代、アネジイブ王の時代に、どうやら王家間の争いがあったらしいこと、セメルケト王がアネジイブ王の記録を抹消しようとしていたことを考え合わせると、この説には信憑性がある。
彼は死後アビドス近郊のウンム・エル＝カアブにある王家の墓地に埋葬され、墓は大きく立派なものである。